# Papuascincus
Papuascincus — рід ящірок з родини сцинкових. Містить 6 видів.

## Поширення
Рід поширений у гірських районах Нової Гвінеї.

## Класифікація
- Papuascincus borealis(інші мови) Slavenko, Richards, Donnellan, Allison & Oliver, 2024
- Papuascincus buergersi (T. Vogt(інші мови), 1932)
- Papuascincus eldorado Slavenko, Richards, Donnellan, Allison & Oliver, 2024
- Papuascincus morokanus (Parker(інші мови), 1936)
- Papuascincus phaeodes (T. Vogt(інші мови), 1932)
- Papuascincus stanleyanus (Boulenger, 1897)